# Station Brugge-Dijk
Station Brugge-Dijk was een goederenstation langs spoorlijn 51 (Brugge - Blankenberge), net ten zuiden van de vertakking Blauwe Toren (→ spoorlijn 51A Brugge - Zeebrugge) in de Brugse wijk Sint-Pieters-op-den-Dijk.
Vroeger was dit een goederenstation met meerdere uitwijksporen. Sinds het najaar van 2006 bleef daar nog één uitwijkspoor van over. Vroeger vertrok van dit station ook de goederenlijn 201 naar de Brugse binnenhaven.
In 2017 blijft niks meer over van dit goederenstation.
Assebroek ·
Brugge ·
Brugge-Dijk ·
Brugge-Dok ·
Brugge-Noord ·
Brugge-Sint-Pieters ·
Brugge-Vorming ·
Brugge-Zeehaven ·
Dudzele ·
Dudzele-Kanaal ·
Lissewege ·
Sint-Michiels ·
Steenbrugge ·
Zeebrugge-Vorming ·
Zeebrugge-Dorp ·
Zeebrugge-Strand ·
Zwankendamme